# صالح سریه
صالح عبدالله سَریّه (۱۹۳۶ – ۹ نوامبر ۱۹۷۶) سیاستمدار فلسطینی بود. در سال ۱۹۵۹ از دانشکدهٔ نظامی در بغداد با درجه ستوان دوم فارغ‌التحصیل شد. او به تیپ آزادسازی فلسطین که به درخواست و مشورت مفتی فلسطین، امین الحسینی توسط عبدالکریم قاسم تأسیس شده بود، پیوست. به عنوان داوطلب در علوم حدیث تخصص یافت و در آن سرآمد شد. افکارش  را در «پیام ایمان» که بین اعضای سازمانش توزیع کرد، خلاصه کرد. او فوق لیسانس و دکترای علوم تربیتی را از بغداد و قاهره گرفت. وی متهم به دست داشتن در پنج کودتا بود که آخرین آن در قاهره در دوران سادات بود.او متهم بود که مغز متفکر حمله به دانشکدهٔ فنی نظامی در قاهره به منظور سرنگونی نظام مصر و ایجاد یک نظام اسلامی است. به همراه ۹۱ نفر دیگر دستگیر شد و دادگاه امنیت دولتی مصر او را در ۳۱ مه ۱۹۷۵ به اعدام با چوبهٔ دار محکوم کرد. رئیس‌جمهور انور سادات این حکم را در ۱۲ اکتبر ۱۹۷۵ تصویب کرد و در ۹ نوامبر ۱۹۷۶ اجرا شد.

## زندگی و پیشه
صالح عبدالله سَریّه در روستای اجزم، شهرستان حیفا، ناحیهٔ لیدا، سرپرستی فلسطین، در سال ۱۹۳۶ متولد شد. تحصیلات ابتدایی خود را در آنجا گذراند. پس از نکبت ۱۹۴۸ به همراه خانواده به بغداد نقل مکان کرد و تحصیلات راهنمایی و متوسطه را در آنجا به پایان رساند. او به عنوان معلم در مدارس بغداد مشغول به کار شد.در جوانی یک گروه فلسطینی به نام جبهه آزادیبخش فلسطین را تأسیس کرد.در طول کار خود به دانشکدهٔ تربیت دانشگاه بغداد پیوست و با پایان‌نامهٔ «توسعهٔ آموزش صنعتی در عراق» مدرک کارشناسی ارشد گرفت. سپس در آنجا در تحصیلات تکمیلی ثبت نام کرد و مدرک فوق لیسانس خود را در رشتهٔ تعلیم و تربیت و روان‌شناسی گرفت. او به عنوان مدرس در دانشکدهٔ تربیت دانشگاه بغداد منصوب شد. او در علم حدیث ممتاز شد، آن را نزد عبدالکریم الصاعقه فرا گرفت. او در این علم تسلط یافت و در علم حدیث از جمله در مسجد مأمون سخنرانی می‌کرد.
در سال ۱۹۵۹، صالح سریه در تأسیس جبهه آزادیبخش فلسطین مشارکت داشت که بعدها نام خود را به جبهه آزادیبخش ملی فلسطین تغییر داد. بیشتر اعضای آن در سال ۱۹۶۸ در جنبش فتح ادغام شدند.پس از کودتای انقلاب ۱۴ ژوئیه ۱۹۵۸ در عراق به ارتش آزادی‌بخش فلسطین پیوست که به درخواست مفتی امین الحسینی توسط عبدالکریم قاسم در ۲۷ مارس ۱۹۶۱ تأسیس شد. او وارد دانشکدهٔ افسری ذخیرهٔ نظامی عراق شد و به درجه ستوان دومی نائل آمد. او به هنگ آزادسازی فلسطین که مقر آموزشی آن در ورزشگاه مدیریت محلی در المُسَیِّب مستقر بود، پیوست که این هنگ به عنوان ارتشی بود که نمایندهٔ بازوی نظامی سازمان آزادیبخش فلسطین شمرده می‌شد. در عمل، نیروهای ارتش آزادیبخش تحت فرمان دولت‌های میزبان خود بودند. ارتش عراق این ارتش آزادیبخش را آموزش داده و مسلح کرد.
وی در سال ۱۹۶۵ به اتهام توطئه علیه نظام در زمان عبدالسلام محمد عارف دستگیر شد اما پس از آزادی، مدت کوتاهی از فعالیت سیاسی دور ماند. پس از شکست در سال ۱۹۶۷ به فعالیت‌های مقاومتی خود بازگشت و به مجلس ملی فلسطین پیوست و در نشست این مجلس در قاهره در سال ۱۹۶۸ شرکت کرد. در سال ۱۹۶۹، پس از متهم شدن به شرکت در سوء قصد به ترور احمد حسن البکر، به سوریه و سپس اردن گریخت و در آنجا با تقی‌الدین النبهانی، بنیانگذار حزب التحریر، ارتباط برقرار کرد، گفته می‌شود بعدها از او جدا شد.
در سال ۱۹۷۱ به دانشگاه عین شمس در قاهره پیوست و از آنجا مدرک دکترا در علوم تربیتی گرفت. موضوع پایان‌نامه‌اش «آموزش عرب‌ها در اسرائیل» بود. او شغلی در سازمان آموزشی، علمی و فرهنگی ملل متحد (یونسکو) در اتحادیه کشورهای عربی در قاهره پیدا کرد.سپس در سازمان آموزشی، فرهنگی و علمی اتحادیهٔ عرب در قاهره به عنوان کارشناس مدیریت آموزشی و سپس به عنوان دبیر اول ادارهٔ آموزش از سال ۱۹۷۲ تا ۱۹۷۴ مشغول به کار شد. او در چندین کنفرانس عربی و بین‌المللی شرکت کرد و دیدگاهی کاملاً اسلامی داشت و خواستار برادری میان ملت‌ها بر اساس عدالت و برابری بود. او را دارای شخصیت کاریزماتیک توصیف کرده‌اند که با هر کسی که ملاقات می‌کرد، تأثیر زیادی می‌گذاشت.
بنا به گفتهٔ اکرم عبدالرزاق المشهدانی در الزمان، صالح سریه در مدت کوتاهی در قاره یک سازمان مخفی را در دانشکدهٔ فنی نظامی تأسیس کرد، سازمانی مستقل از هر گروه دیگری، با هدف سرنگونی نظام رئیس‌جمهور محمد انور سادات. وی از فرصت کنفرانسی با حضور سادات با حضور اعضای مجلس خلق در مقر کمیتهٔ مرکزی اتحادیه سوسیالیست‌ها در صبح روز ۱۸ آوریل ۱۹۷۴ استفاده کرد و بر این اساس، نقشه‌ای را برای اجرای عملیات در شامگاه ۱۹ آوریل - بنا به اعترافاتش در دادگاه - اندیشید.
تحقیقات در مورد این پرونده حدود ۶۰ روز به طول انجامید و دادستانی ۹۲ متهم را که بیشتر آنها دانشجویان دانشگاه‌های مصر و دانشکدهٔ فنی نظامی بودند، در جنایت شماره ۸۱ در سال ۱۹۷۴ به دادگاه عالی امنیت دولتی معرفی کرد. آنها توسط رهبر سازمان، صالح عبدالله سریه، و چهار فرماندهٔ او: طلال عبدالمنعم الانصاری، کامل محمد عبدالقادر، حسن محمد هلاوی و کارم عزت حسن الاناضولی رهبری می‌شدند. متهمان از اولین تا هفتاد و چهارمین به اتهام «تلاش برای تغییر قانون اساسی و شکل حکومت به زور و تشکیل یک سازمان مسلح مخفی با هدف سرنگونی دولت موجود از طریق کودتای مسلحانه برای به دست گرفتن کنترل دولت» تفهیم شدند.پس از شکست عملیات فنی نظامی، صالح اعترافات خود را بیان کرد. صالح سریه هیچ طرح و برنامه‌ای نداشت که در صورتی که بتواند به رؤیای خود مبنی بر تصرف قدرت به زور دست یابد، اجرا کند. از او در مورد ایده‌هایی که در آن زمان قصد اجرای آن را داشت پرسیدند، پاسخ داد: «من نظر خاصی ندارم.» دادگاه عالی امنیت دولتی به ریاست مستشار برهان العبد و شامل مشاوران عبداللطیف المراغی و وجدی عبدالصمد چندین جلسه برای رسیدگی به این پرونده تشکیل داد و طی آن به استدلال‌های دادستان عمومی و دفاعیات متهمان رسیدگی کرد.
دادگاه امنیت دولتی مصر او را در ۳۱ مه ۱۹۷۵ به اعدام با چوبهٔ دار محکوم کرد. رئیس‌جمهور انور سادات این حکم را در ۱۲ اکتبر ۱۹۷۵ تصویب کرد و در صبح ۹ نوامبر ۱۹۷۶ اجرا شد.

## زندگی شخصی
او با یک زن عراقی به نام بشری النعیمی ازدواج کرد و از او صاحب شش دختر و سه پسر شد که بعداً همهٔ آنها را با خود به قاهره برد.

## آثار
- رسالة الإيمان
- الاسلام بين الاتباع والتقليد
- تعليم العرب في اسرائيل: سازمان آزادیبخش فلسطین، مرکز تحقیقات، ۱۹۷۳.